# Mieczysław Piniński
Mieczysław Piniński (1. ledna 1862 Hrymajliv – 14. června 1918 Karlovy Vary) byl rakouský šlechtic a politik polské národnosti z Haliče, na počátku 20. století poslanec Říšské rady.

## Biografie
Byl šlechtického původu. Měl titul hraběte. Od roku 1900 zasedal coby poslanec Haličského zemského sněmu, kde zastupoval obvod Skalat. Působil jako zemědělec v okrese Zališčiki.
Působil i jako poslanec Říšské rady (celostátního parlamentu Předlitavska), kam usedl ve volbách do Říšské rady roku 1901 za kurii všeobecnou v Haliči, obvod Borščiv, Zališčiki, Čortkiv atd. Roku 1901 se uvádí coby oficiální polský kandidát, tedy kandidát Polského klubu.
Zemřel v červnu 1918 v Karlových Varech.
Jeho bratrem byl politik Leon Piniński.